# یوری آلکسانیان
یوری تادئوسی آلکسانیان (ارمنی: Յուրի Թադևոսի Ալեքսանյան؛ زادهٔ ۹ ژوئیهٔ ۱۹۳۸ - درگذشته ۱۵ اوت ۲۰۲۳) یک ایمنی‌شناس و زیست‌شناس اهل ارمنستان بود. از تاریخ ۱۹۸۶ تا تاریخ ۲۰۰۶ ریاست انستیتو تحقیقاتی همه‌گیرشناسی، ویروس‌شناسی و انگل‌شناسی پزشکی ای‌بی آلکسانیان را برعهده داشت.

## زندگی‌نامه
در ۹ ژوئیهٔ ۱۹۳۸ در استپاناوان به دنیا آمد و از دانشگاه پزشکی دولتی ایروان (۱۹۶۱) فارغ‌التحصیل شد. وی عضو فرهنگستان ملی علوم ارمنستان بود. وی همچنین برنده نشان پیش‌کسوت کار، مدال کار شجاعانه در جنگ بزرگ میهنی و مدال به مناسبت یکصدمین سالگرد تولد ولادیمیر ایلیچ لنین شده است. وی در ۱۵ اوت ۲۰۲۳ در سن ۸۵ سالگی درگذشت.

## یادداشت
1. ↑  բժշկական գիտությունների դոկտոր
2. ↑  Ա. Բ. Ալեքսանյանի անվան համաճարակաբանության, վիրուսաբանության և բժշկական մակաբուծաբանության հետազոտական ինստիտուտի տնօրենի